# 山都町立矢部小学校
山都町立矢部小学校（やまとちょうりつ やべしょうがっこう）は、熊本県上益城郡山都町にある町立の小学校である。2005年4月に浜町小学校、白糸第一小学校、白糸第三小学校、下矢部西部小学校、下矢部東部小学校が統合し開校。校地は旧浜町小学校。2019年4月に山都町立御岳小学校が統合。

## 沿革
- 2005年4月1日　浜町小学校、白糸第一小学校、白糸第三小学校、下矢部西部小学校、下矢部東部小学校が統合し開校。
- 2019年4月1日　御岳小学校が閉校に伴い統合。

## 交通
- 熊本バス「下馬尾(辺場線)」より徒歩1分。